# Ine Schäffer
Inga "Ine" Schäffer, född 28 mars 1923, död 19 mars 2009, var en österrikisk friidrottare.
Schäffer blev olympisk bronsmedaljör i kulstötning vid sommarspelen 1948 i London.